# Hanna Sheehy-Skeffington
Pour les articles homonymes, voir Sheehy.
Johanna Mary « Hanna » Sheehy-Skeffington (née Sheehy ; 24 mai 1877 - 20 avril 1946) est une suffragette et nationaliste irlandaise. Avec son mari Francis Sheehy-Skeffington, Margaret Cousins et James Cousins, elle a fondé l'Irish Women's Franchise League en 1908 dans le but d'obtenir le droit de vote des femmes. Elle est ensuite membre fondatrice du Irish Women Workers' Union.

## Biographie
Hanna Sheehy est née à Kanturk, dans le comté de Cork, fille d'Elizabeth McCoy et de David Sheehy, un ex-fenien et député du Irish Parliamentary Party, représentant Galway. L'un de ses oncles, Eugene Sheehy, est prêtre de la Land League et ses activités l'ont conduit en prison. Il a également été l'un des professeurs d'Éamon de Valera à Limerick.
Lorsque le père de Hanna est élu député en 1887, la famille s'installe à Hollybank, Drumcondra, Dublin,.
Elle est diplômée de la Royal University of Ireland en 1899 et obtient son master en 1902. Elle travaille comme enseignante. Son frère, Richard Sheehy, est un ami proche de James Joyce.
Hanna épouse Francis Skeffington le 3 juin 1903 à la chapelle de l'université de St Stephen's Green, Dublin. Leur fils, Owen Sheehy-Skeffington est devenu politicien et sénateur irlandais,.
Hanna Sheehy Skeffington manifeste des opinions républicaines, et pendant le lock-out de 1913, elle travaille avec d'autres suffragistes au Liberty Hall (en), alors siège de l'Irish Citizen Army, pour soutenir les familles des grévistes.
Hanna Sheehy Skeffington fonde avec son mari l'Irish Women's Franchise League en 1908 et le magazine The Irish Citizen. Elle soutient l'insurrection de Pâques 1916.
Elle s'oppose à la participation de l'Irlande à la Première Guerre mondiale et le gouvernement britannique l'empêche d'assister au Congrès international des femmes de La Haye en avril 1915. En juin 1915, son mari est emprisonné pour des activités anti-recrutement et il est arrêté et tué lors de l'Insurrection de Pâques 1916. Sheehy Skeffington refuse d'être indemnisée après l'exécution de son mari. Lillian Metge, écrit en sympathie et en partageant son chagrin
Elle soutient le Sinn Féin. En décembre 1916, elle fait une tournée de conférences de 19 mois aux États-Unis pour parler de la lutte pour l'indépendance irlandaise et pour sensibiliser le public aux actions du Sinn Féin, participant à 250 réunions. À son retour, en 1917, elle devient cadre du Sinn Féin. En octobre 1917, elle représente l'Irlande à la League for Small and Subject Nationalities où, avec plusieurs autres contributeurs, elle était accusée de sympathies pro-allemandes. Elle publie British Militarism as I Have Known It, interdit au Royaume-Uni jusqu'après la Première Guerre mondiale. À son retour en Grande-Bretagne, elle est emprisonnée à la prison de Holloway. Après sa libération, Sheehy Skeffington assiste à la Irish Race Convention de 1918 à New York et défend les positions opposées au Traité anglo-irlandais de l'IRA pendant la guerre civile irlandaise.
En 1920, elle devient conseillère de la Dublin Corporation et est cadre du Fianna Fáil en 1926, pour une année. Elle est rédactrice adjointe du journal de l'IRA, An Phoblacht. En janvier 1933, elle est arrêtée à Newry pour avoir enfreint une ordonnance d'exclusion lui interdisant d'aller en Irlande du Nord. Lors de son procès, elle indique qu'elle ne reconnaît pas la partition de l'île. Elle est condamnée à un mois de prison.
Sheehy Skeffington est candidate indépendante malheureuse au Dáil Éireann.

## Engagements féministes
Hanna Sheehy Skeffington est membre fondatrice du Irish Women Workers' Union, créée en novembre 1908 avec Francis Sheehy-Skeffington, Margaret Cousins et James Cousins,. Elle est amie de Cissie Cahalan. 
Le principal objectif de l'IWFL était de s'assurer que les votes pour les femmes soient pris en compte dans le Home rule. Des réunions hebdomadaires ont eu lieu au Phoenix Park à Dublin, en même temps que des rassemblements organisés dans tout le pays. En 1912, l'association compte environ 1 000 membres.
Le 13 juin 1912, elle est arrêtée pour avoir brisé les vitres du château de Dublin, avec sept autres femmes. Elle est condamnée, avec Margaret Palmer et Jane et Margaret Murphy à une peine d'un mois à la prison de Mountjoy, ainsi qu'un autre mois après avoir refusé de payer une amende.
En novembre 1913, Sheehy Skeffington tenta de distribuer des tracts au chef du parti conservateur Andrew Bonar Law, et au leader unioniste Edward Carson. Elle est arrêtée après avoir agressé un policier et elle est emprisonnée à Mountjoy. Elle est libérée après une grève de la faim de cinq jours.
Sheehy Skeffington est licenciée de son poste d'enseignante à la Rathmines School of Commerce pour son implication continue dans le militantisme féministe.
En août 1918, elle est arrêtée sur Westmoreland Street et détenue à la prison de Bridewell, puis à la prison de Holloway, où elle entame une grève de la faim.
Aux côtés de Maud Gonne et Charlotte Despard, Sheehy Skeffington crée la Women's Prisoners' Defence League, pour faire campagne et collecter des fonds pour les républicains emprisonnés à la suite de la guerre civile irlandaise
Elle est déléguée en juillet 1926 au congrès de la Ligue internationale des femmes pour la paix et la liberté à Dublin  et participe également à la conférence de 1929 à Prague.
En 1937, elle est membre fondatrice de la Women's Social and Progressive League.

## The Irish Citizen1912-1920
The Irish Citizen est un journal féministe lancé par Hanna Sheehy Skeffington et Margaret Cousins. Il paraît à partir du 25 mai 1912, sous la forme d'un hebdomadaire de huit pages. En juin 1912, il se vend à 3 000 exemplaires et atteint jusqu'à 10 000 lecteurs. Francis Sheehy Skeffington (en) et James Cousins (en) en sont les premiers rédacteurs en chef.
Hanna indique en octobre 1919 que le journal a été fondé « pour faire avancer la cause du suffrage des femmes et du féminisme en Irlande. En outre, il défendait les droits du travail, en particulier les droits des travailleuses » et « l'autodétermination de l'Irlande ». Le journal a couvert des sujets tels que le Home Rule, le nationalisme irlandais et le féminisme. Lillian Metge, de Lisburn, a écrit des articles pour le journal tout au long de la campagne pour le suffrage et pendant la Première Guerre mondiale.
Hanna Sheehy Skeffington a repris le poste de rédactrice en chef depuis la mort de son mari en 1916 jusqu'à l'arrêt de la parution du journal, en 1920.
Elle meurt à l'âge de 68 ans à Dublin et est enterrée avec son mari au cimetière de Glasnevin.

## Publications
- British Militarism As I Have Known It, New York City, The Donnelly Press, 1917, 17–32 p. (lire en ligne) (wikisource)
- Impressions of Sinn Féin in America. An Account of Eighteen Months' Irish Propaganda in the United States. Dublin: The Davis Publishing Co. 1919
- In Dark and Evil Days, 1936

## Hommages
Une statue d'Hanna Sheehy-Skeffington se trouve à Kanturk, dans le comté de Cork, en Irlande.
Le bâtiment d'études féministes de University College de Dublin porte le nom de Hanna Sheehy-Skeffington Building.
Son nom figure sur le socle de la statue de Millicent Fawcett sur Parliament Square, à Londres, inauguré en 2018,,.
Une Blue plaque commémore le bris des fenêtres du château de Dublin lors d'une manifestation pour le droit de vote des femmes le 13 juin 1912. 
Ses archives sont conservées à la Bibliothèque nationale d'Irlande dans la collection « Sheehy-Skeffington Papers ».

## Galerie

Hanna Sheehy-Skeffington
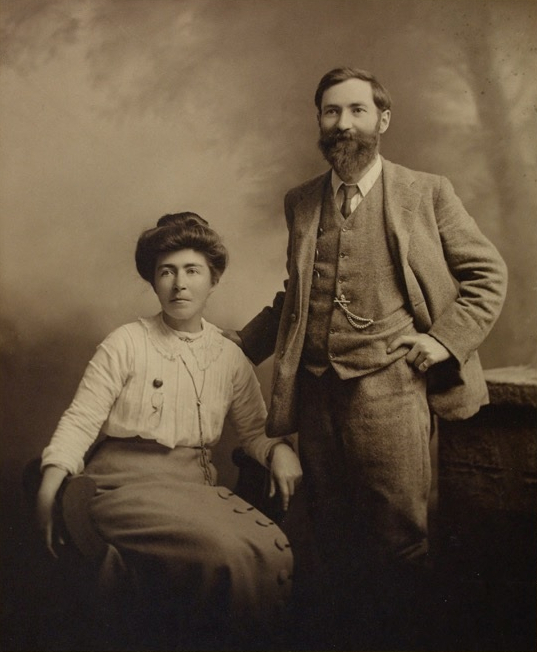
Hanna et Francis Sheehy Skeffington (vers 1900)
Hanna et son fils Owen (c.1916)
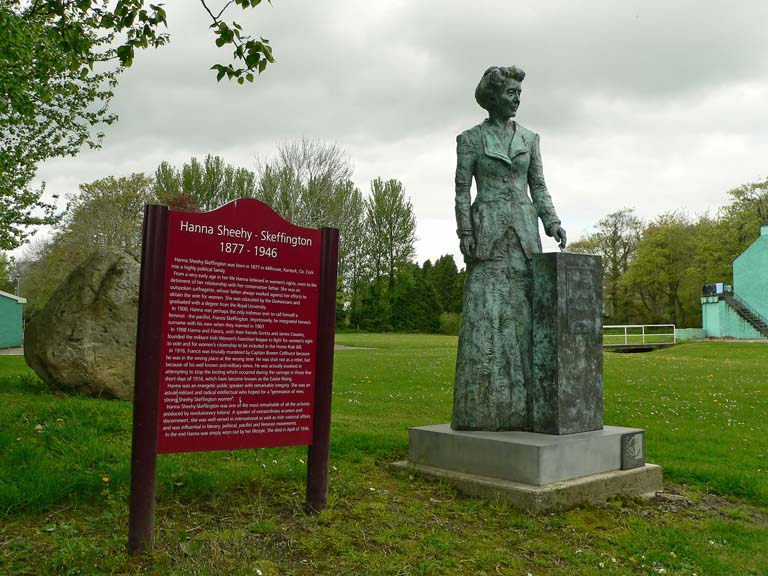
Statue à Kanturk
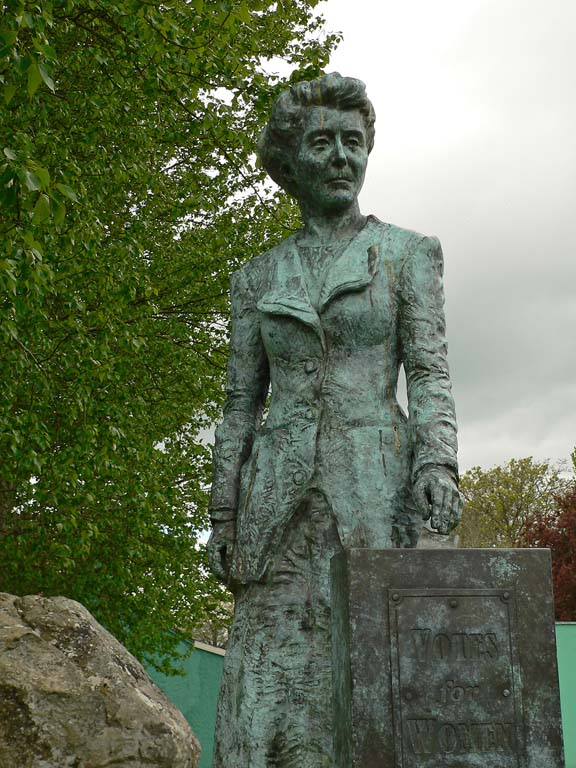
Statue
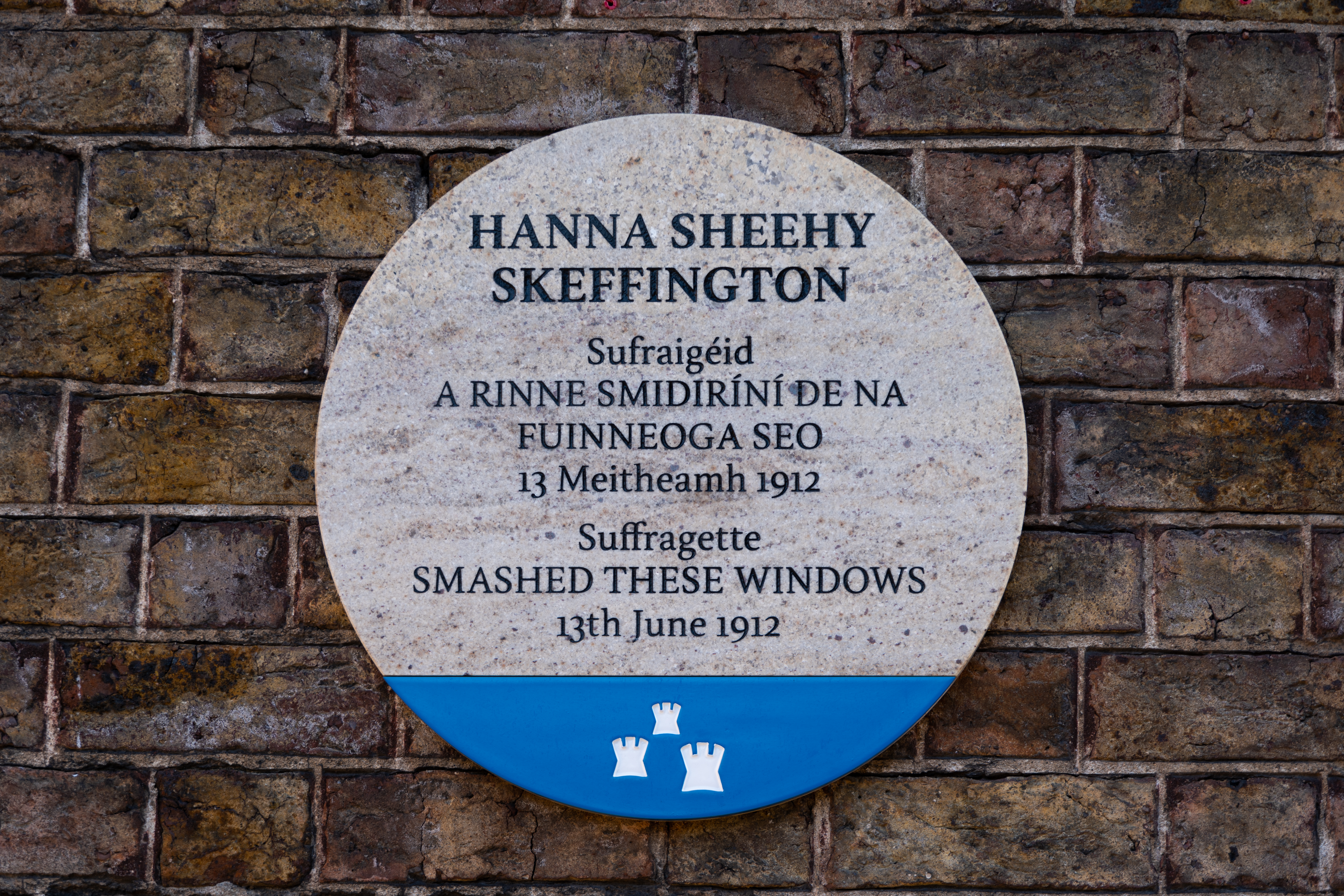
Plaque commémorative au château de Dublin (2018)